# Du skänker mening åt mitt liv
"Du skänker mening åt mitt liv" är en sång från 1969 komponerad av den svenske artisten Pierre Isacsson.
Ola Håkansson ställde upp med låten i Melodifestivalen 1969 där den fick 0 poäng och slutade på delad sistaplats med "L, som i älskar dig", framförd av Britt Bergström. Håkansson gav ut låten som singel 1969 med "Det är dej som jag älskar" som B-sida. På singeln ackompanjerades Håkansson av Rune Öfwermans orkester. Öfwerman dirigerade även framträdandet i Melodifestivalen. Singeln producerades av Gunnar Bergström och gavs ut på skivbolaget Gazell. På singelns omslag är Håkansson krediterad endast med förnamn, "Ola".
Låten tog sig in på Svensktoppen 1969 där den tillbringade åtta veckor mellan den 13 april och 25 maj. Första veckan nådde den fjärde plats, vilket också blev dess främsta placering. Den har också spelats in av flera andra artister: 2009 av Jontez på albumet Jag tror på dej, 2011 av Bengt Hennings på albumet Golden Hits och 2012 av Next Generation All Stars på albumet Mello Fever.
"Du skänker mening åt mitt liv" används i filmerna Deadline (1971) och Vuxna människor (1999).

## Låtlista
Sida A
1. "Du skänker mening åt mitt liv" (Pierre Isacsson)

Sida B
1. "Det är dej som jag älskar" ("T'Ai Je Dit Que Je T'Aime", Gérard Gustin och Maurice Tézé, svensk text Mats Paulson)